# Выхма
Вы́хма (эст. Võhma) — внутриволостной город в волости Пыхья-Сакала уезда Вильяндимаа, Эстония. 
До административной реформы местных самоуправлений Эстонии 2017 года являлся самостоятельным муниципалитетом.

## География
Расположен на границе с уездом Ярвамаа, в 93 км к юго-востоку от Таллина и в 31 км к северу от уездного центра — города Вильянди. Высота над уровнем моря — 59 метров.
Через город проходит железная дорога Таллин — Вильянди и шоссе Таллин — Вильянди.

## Население
По данным переписи населения 2021 года, в городе проживали 1295 человек, из них 1212 (93,7 %) — эстонцы.
Численность населения города Выхма:
| Год  | 1989 | 2000   | 2011   | 2021   |
| ---- | ---- | ------ | ------ | ------ |
| Чел. | 1983 | ↘ 1596 | ↘ 1314 | ↘ 1295 |

## История
Выхма расположен на территории исторического прихода Пилиствере. Посёлок Выхма возник на землях деревни Выхма (в 1583 году упоминается Wechma) после окончания строительства в 1900 году узкоколейной железной дороги. Он стал торговым и промышленным центром северной части Вильяндимаа. Большую роль в развитии Выхма сыграло открытие в 1928 году скотобойни общества «Eesti Lihaeksport» («Мясной экспорт Эстонии»). В 1935 году мясное производство в Выхма было расширено, и оно стало доминирующей производственной отраслью населённого пункта, на базе которого был создан Выхмаский мясокомбинат (954 работника по состоянию на 1 января 1979 года, включая цех в Валга). В 1945 году Выхма получил статус посёлка городского типа. После 1970-х годов развитие мясной промышленности продолжилось, в 1975 году были построены новое здание мясокомбината, несколько жилых домов, здания детского сада и школы и др. Часть бывшей деревни Выхма за пределами посёлка в 1977 году объединили с деревней Соомевере. 10 октября 1991 года город получил статус самоуправления, 10 декабря 1993 года — статус города. 

Герб бывшего муниципалитета Выхма
Флаг бывшего муниципалитета Выхма
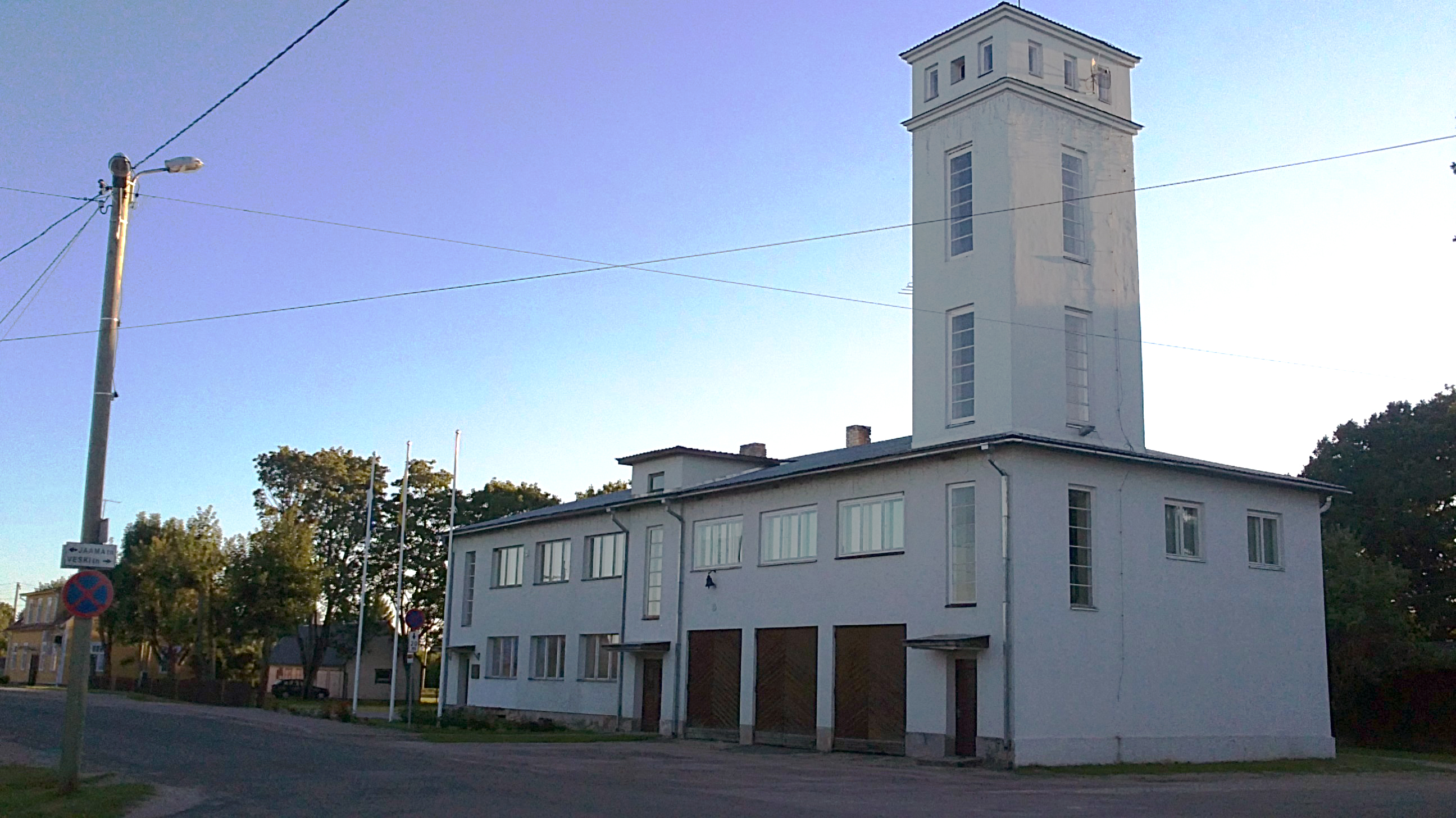
Бывшее здание горуправы Выхма

## Инфраструктура
В Выхма есть основная школа (до 2015 года — гимназия, 383 ученика в 2002/03 учебном году, 222 ученика в 2009/10 учебном году), музыкальная школа, детский сад, почтовое отделение, библиотека, культурный центр, спортхолл, молодёжный центр и дневной центр для пожилых людей. Действует Общество друзей истории Выхма (эст. Võhma ajaloo sõprade selts). Город обслуживает семейный врач, работают два стоматолога и аптека, специализированную медпомощь можно получить в Вильянди. Работают продуктовые магазины торговых сетей «Coop» и «Meie Toidukaubad».
В 2020 году в городе было построено новое здание Выхмаской школы, годом основания которой считается 1855 год. В 2022/23 учебном году в школе насчитывалось 106 учащихся.

## Экономика
До 1991 года градообразующим предприятием в Выхма был мясокомбинат. После его банкротства в 1996 году город потерял возможности для сохранения прежнего уровня жизни, число жителей стало уменьшаться, и население — стареть. В 2003 году в Выхма насчитывалось 25 небольших предприятий и множество филиалов вильяндиских предприятий (в частности, до 2008 года действовал швейный цех акционерного общества AS Wendre). 
Крупнейшие работодатели Выхма по состоянию на 30 июня 2022 года:
| Предприятие/организация   | Вид деятельности                                                               | Численность работников |
| ------------------------- | ------------------------------------------------------------------------------ | ---------------------- |
| Võhma kool                | Основная школа                                                                 | 41                     |
| Võhma Lasteaed Mänguveski | Детский сад                                                                    | 18                     |
| Võhma ELKO AS             | Подача пара и кондиционирования воздуха                                        | 17                     |
| Largo AS                  | Производство соков и безалкогольных напитков                                   | 14                     |
| Võhma Päevakeskus         | Социальные услуги без обеспечения проживания (дневной центр для пожилых людей) | 11                     |